# Kamerunglasögonfågel
Kamerunglasögonfågel (Zosterops melanocephalus) är en hotad afrikansk fågel i tättingfamiljen glasögonfåglar. Den har ett mycket begränsat utbredningsområde på berget Kamerun.

## Utseende och läten
Kamerunglasögonfågeln är en liten (12 cm) sångarlik fågel med tydligt vitt på strupen, pannan och tygeln och en smal vit ögonring. Resten av huvudet är svartaktigt, ovansidan brun och undersidan gråaktig med brungul anstrykning och vita "lår". Bland lätena hörs olika spinnande kontaktläten medan sången är vass, stark och flöjtlikt visslande.

## Utbredning och systematik
Fågeln förekommer enbart i bergsskogar på berget Kamerun. Tidigare placerades den i släktet Speirops tillsammans med arterna biokoglasögonfågel, silverglasögonfågel och sotglasögonfågel. Genetiska studier visar dock att de dels är inbäddade i det stora släktet Zosterops, dels att de inte är varandras närmaste släktingar. Numera inkluderas de vanligen i Zosterops.

## Levnadssätt
Kamerunglasögonfågeln hittas i bergsskogar på mellan 1800 och 3000 meters höjd i mer öppna delar och bland spridda träd i gräsmarker. Den undviker tät skog. Vid lägre liggande områden hittas enbart i röjda områden.

## Status och hot
Arten har en liten världspopulation uppskattad till under 10.000 vuxna individer. Den tros också minska i antal till följd av habitatförlust. Internationella naturvårdsunionen IUCN anser den därför vara hotad och placerar den i hotkategorin sårbar.